# Michael Veith (Skirennläufer)
Michael Veith (* 20. Januar 1957 in Tegernsee) ist ein ehemaliger deutscher Skirennläufer. Er war zusammen mit Sepp Ferstl der beste deutsche Abfahrer in den 1970er- und 1980er-Jahren. Veith gehörte von 1973 bis 1982 dem A-Kader des Deutschen Skiverbandes an, wurde 1978 Vizeweltmeister in der Abfahrt und erreichte vier Podestplätze im Skiweltcup.

## Biografie
Seine ersten Erfolge feierte Veith im Jahr 1973 bei den deutschen Jugendmeisterschaften. Er gewann den Slalom und den Riesenslalom und wurde Dritter in der Abfahrt. Im weiteren Verlauf seiner Karriere konzentrierte er sich hauptsächlich auf die Abfahrt. Im Alter von 17 Jahren war der Deutsche erstmals bei einem Großereignis am Start. Bei den Weltmeisterschaften 1974 in St. Moritz belegte er den 21. Abfahrtsrang.
Im November 1974 gewann Veith die Europacupabfahrt in Montgenèvre. Kurz darauf holte er in Val-d’Isère seine ersten Punkte im Weltcup, als er in der ersten Abfahrt der Saison 1974/75 hinter den Österreichern Klammer und Grissmann auf Anhieb den dritten Platz belegte. Nach weiteren Top-10-Resultaten in zwei Abfahrten und zwei Kombinationen erreichte er am 9. März 1975 sein bestes Weltcupergebnis überhaupt. In der Abfahrt von Jackson Hole belegte er hinter Franz Klammer und knapp vor dem Schweizer René Berthod den zweiten Platz. Damit kam der damals 18-Jährige im Abfahrtsweltcup als bester Deutscher auf Rang sieben und im Gesamtweltcup, ebenfalls als bester seines Landes, auf Platz 13. Im Januar 1975 war Veith mit großem Vorsprung auf den Österreicher Leonhard Stock Junioreneuropameister in der Abfahrt geworden.
In der Saison 1975/76 kam Veith nicht ganz an seine Vorjahresergebnisse heran. Seine besten Resultate waren die fünften Plätze in den beiden Abfahrten von Wengen. Bei den Olympischen Winterspielen 1976 in Innsbruck kam er auf Rang 22. Im nächsten Winter verfehlte er zweimal nur knapp das Podest. Sowohl in der Abfahrt von Laax als auch in der Kombination von St. Anton wurde er jeweils Vierter. 1977 schloss Veith das Skigymnasium in Berchtesgaden mit dem Abitur ab. Die Saison 1977/78 war für den Deutschen wieder sehr erfolgreich. In den Abfahrten von Kitzbühel und Les Houches belegte er jeweils den dritten Platz, wobei er auf der Streif nur um vier Hundertstel Sekunden langsamer als die beiden zeitgleichen Sieger Sepp Ferstl und Josef Walcher war. Mit weiteren zwei Top-10-Platzierungen kam er wie vor drei Jahren auf Rang sieben im Abfahrtsweltcup. Den größten Erfolg seiner Karriere feierte er bei den Weltmeisterschaften 1978 in Garmisch-Partenkirchen. Auf der Kandahar-Piste gewann er mit sieben Hundertstel Rückstand auf Josef Walcher die Silbermedaille in der Abfahrt.
In den nächsten Jahren konnte er diese Leistung nicht mehr wiederholen. In der Saison 1978/79 kam Veith nur zweimal unter die schnellsten zehn. Sein bestes Resultat war der achte Rang in der Abfahrt von Gröden, wodurch er im Abfahrtsweltcup deutlich zurückfiel. Im Winter 1979/80 war der neunte Rang in Lake Louise sein bestes Ergebnis. Mit weiteren vier Platzierungen unter den besten zwölf erreichte er aber als bester Deutscher den zehnten Platz in der Abfahrtswertung. Bei den Olympischen Winterspielen 1980 in Lake Placid belegte er den 23. Abfahrtsrang. In der Saison 1980/81 waren seine besten Ergebnisse zwei achte Plätze in der zweiten Abfahrt von Gröden und in Garmisch-Partenkirchen. Im Winter 1981/82 kam Veith in keinem Rennen mehr unter die besten 15 und holte damit auch in der gesamten Saison keine Weltcuppunkte. Bei den Weltmeisterschaften 1982 in Schladming kam er auf Platz 17 in der Abfahrt und auf Rang 44 in der Kombination. Die Kombinationsabfahrt hatte er auf Rang 13 beendet, im Kombislalom belegte er jedoch nur den 56. und letzten Platz. Nach der Saison beendete Veith seine Karriere im Skiweltcup. Er wechselte zu den Profirennen, an denen er bis 1985 teilnahm. In diesem Jahr war er auch bei den Profiweltmeisterschaften am Start.
Im Anschluss an seine sportliche Karriere absolvierte Veith eine Ausbildung zum Marketingkaufmann und gründete 1987 die Firma Michael Veith Sportmarketing, welche 2000 mit der Hamburger Event-Agentur Upsolut Sports GmbH fusionierte und in die Upsolut Sports AG umgewandelt wurde. Anfang der 1990er Jahre war er zudem Kommentator beim Sportkanal.

## Erfolge

### Olympische Winterspiele
- Innsbruck 1976: 22. Abfahrt
- Lake Placid 1980: 23. Abfahrt

### Weltmeisterschaften
- St. Moritz 1974: 21. Abfahrt
- Innsbruck 1976 : 22. Abfahrt
- Garmisch-Partenkirchen 1978: 2. Abfahrt
- Lake Placid 1980 : 23. Abfahrt
- Schladming 1982: 17. Abfahrt, 44. Kombination

### Weltcup
- Vier Podestplätze, sechsmal unter den besten fünf und 14 Mal unter den besten zehn

### Junioreneuropameisterschaften
- Mayrhofen 1975: 1. Abfahrt